# MTV Russia Music Awards
MTV Russia Music Awards (RMA) — музыкальная премия за достижения в области современной музыки, производства музыкальных видеоклипов и развитие индустрии российского шоу-бизнеса телеканала «MTV Россия».
За пример были взяты зарубежные церемонии Paramount Media Networks: MTV Video Music Awards, MTV Europe Music Awards, MTV Asia Awards, Premios MTV Latinoamérica.
До 2008 года победитель в номинации «Лучший артист» автоматически становился победителем европейской церемонии MTV Europe Music Awards в номинации Best Russian Act. В 2008 году правила изменились. Победитель в номинации Best Russian Act выявляется с помощью голосования на сайте MTV EMA. Больше всего «матрёшек» у Димы Билана — 10. За ним следуют «Звери» (5) и МакSим (3).

## История
Первая церемония вручения наград состоялась 16 октября 2004 года в Кремле.
В 2005 году произошёл скандал, когда певица Земфира заранее отказалась приехать на церемонию, где была номинирована в категории «Лучший рок-проект». Официально основанием был концертный график Земфиры, но уже после церемонии она призналась, что результаты голосования MTV сообщило ей заранее, а в частных беседах признавалась, что участие в одном концерте с «попсой» для неё унизительно. Вскоре после церемонии Земфира отказалась и от присужденной ей премии за лучший видеоклип. Однако, по словам руководства MTV, премия не предусматривает возможность отказа от неё, и Земфира все равно считается лауреатом.
После этого случая в прессе высказывались сомнения в честности и объективности премии. Высказывались предположения, что получение премии напрямую зависит от отношений с руководством канала и готовности выступить на церемонии вручения.
С 2008 года не вручались премии в номинациях «Лучший рок-проект», «Лучший зарубежный артист». Вместо них были введены такие, как «Плагиат года», «Секс» и «Сеть». По словам продюсеров MTV, отмена рок-номинации была связана с тем, что рок-музыка в формате MTV полностью отсутствует. Эти решения вызвали дискуссию и критику в прессе и музыкальном сообществе. Решение критиковали Артемий Троицкий, участники групп «Мумий Тролль» и «Смысловые галлюцинации», а группа «Звери», выступавшая на премии, демонстративно разбила свои инструменты и ушла со сцены.
6 ноября 2009 года телеканал MTV Россия объявил о том, что в 2009 году MTV RMA проводиться не будет «в связи с плохой экономической ситуацией». С этого времени церемония больше не проводилась.

## Голосование
Победители RMA определялись по итогам двух этапов голосования. Во втором этапе не принимала участие одна из многих номинаций под названием «Лучшее видео».
Оглашение имен победителей и вручение наград происходило во время самой церемонии.

### Первый этап
Вначале осуществлялся отбор номинантов, который проводил Экспертный совет, сформированный из представителей ведущих звукозаписывающих компаний, промоутеров, продюсеров и музыкальных журналистов. Выбор производился из видеоклипов, находившихся в ротации канала MTV Россия на протяжении года и воспроизводившиеся в эфире канала не менее 50 раз. Каждый член Экспертного совета в каждой из категорий мог отметить 5 позиций (каждая пометка — 1 голос). По результатам обработки данных формировалиь пятёрки претендентов по каждой номинации. В случае равного количества голосов предпочтение отдвалось композиции, которая большее количество раз ротировалась в эфире канала.

### Второй этап
Открытое голосование посредством Интернет (сайт премии), SMS, телефона. Голосование заканчивалось в день церемонии в 00:00 часов.

## Места проведения
| Номер | Год  | Город           | Место                              | Изображение | Ведущий                     | Специальные гости                |
| ----- | ---- | --------------- | ---------------------------------- | ----------- | --------------------------- | -------------------------------- |
| 1     | 2004 | Москва          | Государственный Кремлёвский дворец |             | Константин Хабенский        | Queen, The Rasmus, Даррен Хейз   |
| 2     | 2005 | Москва          | Красная площадь                    |             | Шнур и Анна Азарова         | Korn, The 69 Eyes и Келли Осборн |
| 3     | 2006 | Санкт-Петербург | Ледовый дворец (Санкт-Петербург)   |             | Серёга                      | Мисси Эллиотт                    |
| 4     | 2007 | Москва          | Ледовый дворец «Мегаспорт»         |             | Павел Воля и Анна Семенович | Аврил Лавин, Sebastian           |
| 5     | 2008 | Москва          | ДС «Лужники»                       |             | Дима Билан и Сергей Лазарев | Джей Шон, Алекс Гаудино          |

## Победители

### 2004
- Лучшее видео — «Звери», «Всё, что касается»
- Лучшая исполнительница — Валерия
- Лучший исполнитель — Дельфин
- Лучшая группа — «Звери»
- Лучший дебют — Uma2rman
- Лучшая песня — «ВИА Гра» совместно с Валерием Меладзе, «Притяженья больше нет»
- Лучший зарубежный артист — The Rasmus
- Лучший поп-проект — Smash!!
- Лучший рок-проект — «Кипелов»
- Лучший хип-хоп проект — «Каста»
- Лучший танцевальный проект — Найк Борзов совместно с группой «Гости из будущего» и DJ Грувом, «Меткая лошадка»
- Лучший артист — «Звери»

### 2005
- Лучшее видео — Земфира, «Блюз»
- Лучшая исполнительница — Жасмин
- Лучший исполнитель — Дима Билан
- Лучшая группа — «Дискотека Авария»
- Лучший дебют — Массква
- Лучшая песня — Валерия совместно со Стасом Пьехой, «Ты грустишь»
- Лучший зарубежный артист — The Black Eyed Peas
- Лучший поп-проект — «Корни»
- Лучший рок-проект — «Звери»
- Лучший хип-хоп проект — Серёга
- Лучший рингтон - Серёга,  «King Ring»
- Лучший танцевальный проект — Vengerov & Fedoroff
- Лучший артист — Дима Билан

### 2006
- Лучшее видео — «Тату», «All About Us»
- Лучшая исполнительница — Юлия Савичева
- Лучший исполнитель — Сергей Лазарев
- Лучшая группа — «Звери»
- Лучший дебют — «Город 312»
- Лучшая песня — Дима Билан, «Never Let You Go»
- Лучший зарубежный артист — The Black Eyed Peas
- Лучший поп-проект — «ВИА Гра»
- Лучший рок-проект — «Токио»
- Лучший хип-хоп/рэп/R’n’B проект — Лигалайз
- Лучший рингтон — «А’Студио», «Улетаю»
- Лучший артист — Дима Билан

### 2007
- Лучшее видео — «Сплин», «Скажи, что я её люблю»
- Лучшая исполнительница — МакSим
- Лучший исполнитель — Дима Билан
- Лучшая группа — «А’Студио»
- Лучший дебют — Serebro
- Лучшая песня — Дима Билан, «Невозможное возможно»
- Лучший зарубежный артист — Аврил Лавин
- Лучший поп-проект — МакSим
- Лучший рок-проект — Би-2
- Лучший хип-хоп/рэп/R’n’B проект — Бьянка
- Лучший реалтон — DJ Slon и Ангел-А за реалтон «А ты меня любишь?»
- Лучший артист — Дима Билан

### 2008
- Артист — Сергей Лазарев
- Певец — Дима Билан
- Певица — МакSим
- Группа — Serebro
- Дебют — DJ Smash и Fast Food
- Dance — Дискотека Авария и DJ Smash
- Хип-хоп — Баста и Centr
- Поп — Дима Билан
- Плагиат — Жанна Фриске «Жанна Фриске»
- Видео — Дима Билан «Number One Fan»
- Секс — Винтаж и Елена Корикова
- Сеть — Ноггано

### 2009 и 2010
- В 2009 году вместо премии Russia Music Awards проводилась MTV Birthday Party на Кипре, а в 2010 году состоялась закрытая вечеринка «EMA для друзей».

### Свободный разум
Вручается лицам или организациям, чья деятельность устанавливает новые жизненные, профессиональные и социальные стандарты.
- 2004 — Владимир Познер
- 2005 — Валерий Газзаев
- 2006 — экипаж парусника «Крузенштерн»

### Живи
Вручается лицам или организациям, чья деятельность вносит вклад в борьбу со СПИДом и наркоманией.
- 2004 — 1-е отделение Республиканской клинической больницы
- 2005 — Александра Волгина
- 2006 — Влад Топалов
- 2007 — Фонд Чулпан Хаматовой «Подари жизнь»

### Легенда MTV
Вручается группам и отдельным исполнителям, чьё творчество оказало решающее влияние на формирование и развитие современной музыкальной культуры в России.
- 2004 — Виктор Цой
- 2005 — Борис Гребенщиков
- 2006 — Андрей Макаревич
- 2007 — «Мумий Тролль»
- 2008 — «Тату»
- 2010 — «Каста»

### Открытие MTV
Победитель выбирается из числа самых многообещающих молодых исполнителей.
- 2005 — FPS
- 2007 — Алексей Воробьёв

### VH1 Award
Специальный приз российского музыкального телеканала «VH1 Россия».
- 2006 — Алёна Свиридова, «Розовый фламинго»
- 2007 — «Моральный кодекс»